# Wolfgang Thierse
Wolfgang Thierse (ur. 22 października 1943 we Wrocławiu) – niemiecki polityk, działacz Socjaldemokratycznej Partii Niemiec (SPD), w latach 1998–2005 przewodniczący Bundestagu.

## Życiorys
Po nauce w szkole średniej pracował jako zecer. W 1969 ukończył germanistykę i naukę o kulturze na Uniwersytecie Humboldtów w Berlinie. Pracował na macierzystej uczelni, a od 1975 w enerdowskim ministerstwie sztuki i kultury. W 1976 wziął aktywny udział w protestach w obronie pozbawionego obywatelstwa Wolfa Biermanna, co skutkowało utratą pracy. W latach 1977–1990 zatrudniony w centralnym instytucie historii literatury Akademii Nauk NRD.
W październiku 1989 przystąpił do Neues Forum, a w styczniu 1990 do Sozialdemokratische Partei in der DDR, partii socjaldemokratycznej w NRD. W czerwcu tegoż roku objął funkcję jej przewodniczącego, a we wrześniu brał udział w zjednoczeniu tego ugrupowania z Socjaldemokratyczną Partią Niemiec.
Od marca do października 1990 był deputowanym parlamentu Izby Ludowej (wybranym w jedynych w NRD wolnych wyborach), od sierpnia pełnił funkcję przewodniczącego parlamentarnej frakcji SPD. W 1990 został wybrany na posła do Bundestagu. Z powodzeniem ubiegał się o reelekcję w wyborach w 1994, 1998, 2002, 2005 i 2009, zasiadając w niższej izbie niemieckiego parlamentu do 2013, kiedy to zrezygnował z kandydowania na kolejną kadencję.
Po wygranych wyborach parlamentarnych przez SPD w 1998 został przewodniczącym Bundestagu, zachował stanowisko także w następnej kadencji (2002–2005). Od 2005 do 2013 pełnił funkcję jednego z wiceprzewodniczących tej izby.
Żonaty, ma dwójkę dzieci.